# Dušan Keber
Dušan Keber, slovenski politik, profesor in zdravnik, * 3. avgust 1947, Maribor. 
Od leta 1996 do leta 2000 je bil strokovni direktor UKC Ljubljana.
Hkrati je bil lastnik podjetja Educatio Medica. To je vhotelu Lek v Kranjski gori dolga leta redno organiziralo strokovne tečaje za zdravnike.  
Od 30. novembra 2000 do 3. decembra 2004 je bil v času 6. vlade Republike Slovenije in 7. vlade Republike Slovenenije minister za zdravstvo Republike Slovenije.